# Jonas Bjurzon
Jonas Bjurzon (11 de julio de 1810-26 de junio de 1882) fue un botánico sueco. 

## Biografía
Describió numerosas plantas a las que dejó su nombre. 

## Obras
- Skandinaviens Växtfamiljer i sammandrag framställda., Upsala, (1846)

- La abreviatura «Bjurzon» se emplea para indicar a Jonas Bjurzon como autoridad en la descripción y clasificación científica de los vegetales.[1]